# 我爱天上人间
《我爱天上人间》（英語：Love Trilogy），2004年剧情片，导演赵崇基，主演陆毅、袁咏仪、吴镇宇、林心如、韩晓。

## 剧情
该片讲述三对分别来自香港、上海和韩国的恋人在云南省世博园游玩时对过去的生活、爱情等的感悟。

## 演出
- 林心如 出演 刘海
- 袁咏仪 出演 阿翠
- 吴镇宇 出演 马克
- 陆毅 出演 柳百生
- 韩晓 出演 徐静
- 吴智昊 出演 宋子明
- 尹誉俐 出演 波波

## 曲目
- 《陋巷之春》，演唱者：周璇。

## 制作
该片在云南省香格里拉迪庆藏族自治州地区取景。